# Kani-Kéli
Kani-Kéli – miasto w południowo-zachodniej części Majotty (zbiorowość zamorska Francji). Według danych szacunkowych na rok 2002 liczy 4336 mieszkańców. Ośrodek przemysłowy.